# Sinagoga di Torino

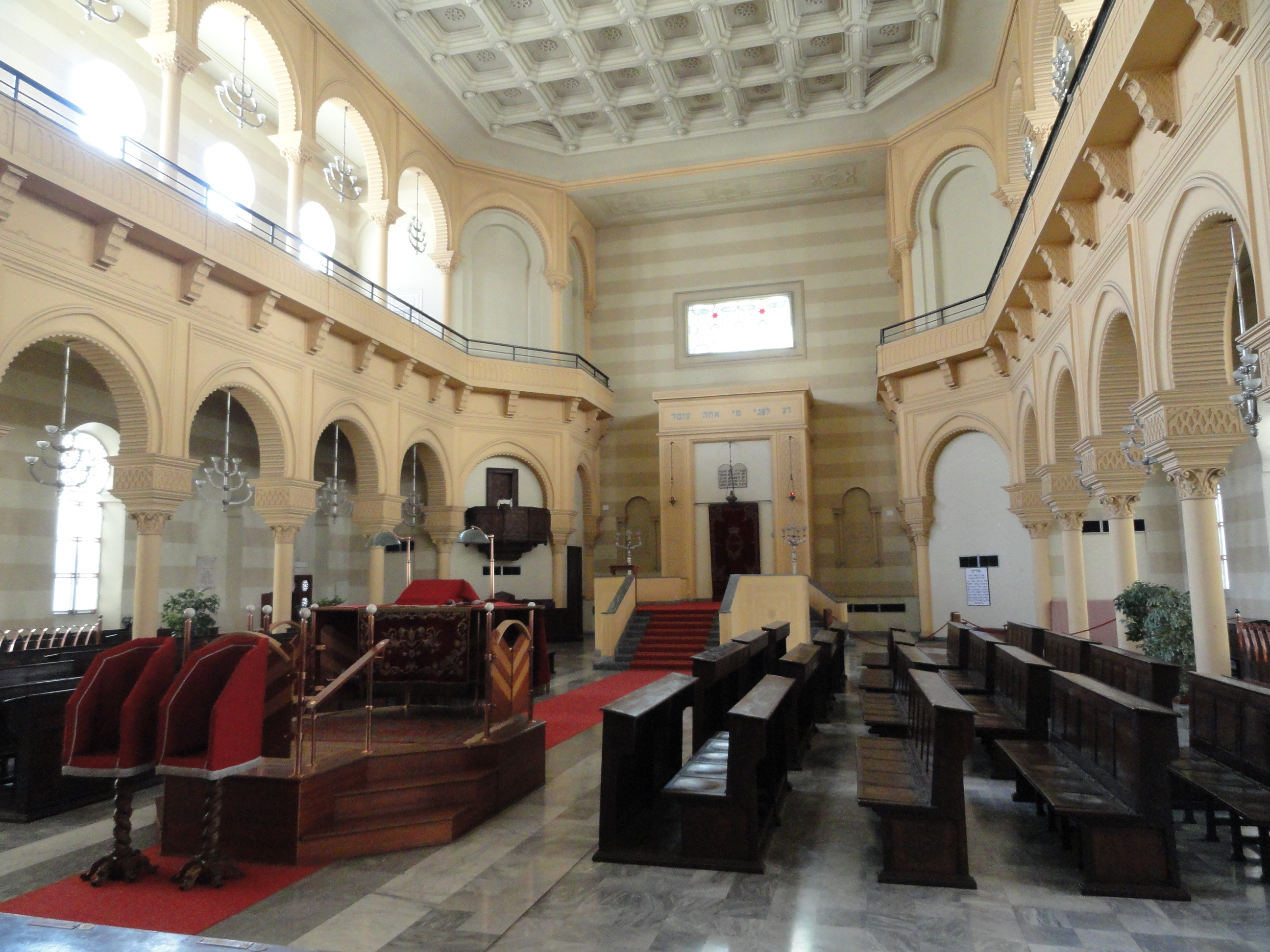
Interno

La Sinagoga di Torino è il principale luogo di culto della comunità ebraica di Torino. È situato in Piazzetta Primo Levi (già Via San Pio V) nel quartiere multietnico San Salvario, poco distante dalla stazione ferroviaria di Torino Porta Nuova.

## Storia
Nel 1848 gli ebrei ottennero l'emancipazione. Nel 1861, per festeggiare questo nuovo status di vita (prima erano, così come nel resto d'Italia, confinati nel ghetto) decisero di far erigere una nuova sinagoga di grandi proporzioni, che fosse degna del ruolo di Torino, allora capitale del Regno d'Italia.
Come progettista venne scelto Alessandro Antonelli, che ideò l'attuale Mole Antonelliana. Ben presto però le dimensioni e i costi del futuro Tempio divennero troppo elevati, così la comunità decise di vendere la struttura al comune di Torino e di costruire un'altra sinagoga di dimensioni più piccole, affidando il progetto all'architetto Enrico Petiti.
Il 16 febbraio 1884, dopo quattro anni di lavoro, la nuova sinagoga venne inaugurata.
Enrico Petiti progettò una struttura di dimensioni massicce a pianta rettangolare. Ai quattro angoli si ergono quattro grandi torrioni alti 27 metri sormontati da cupole a cipolla. Come nel caso di molte altre sinagoghe dell'epoca, lo stile neo-moresco fu scelto per distinguere il tempio dagli altri edifici religiosi della città. Al suo interno la sinagoga presenta un'ampia sala lunga 35 metri, alta 16 e larga 22. Il matroneo posto al primo piano percorre il tempio su tre lati. La spaziosa sala, capace di contenere 1.400 persone, era ricca di decorazioni, con un soffitto a cassettoni.
Il 20 novembre 1942, durante un bombardamento, il tempio fu colpito da uno spezzone incendiario. I danni agli arredi e alle decorazioni furono ingentissimi; si salvarono solo le strutture murarie. Dopo i primi interventi di consolidamento nel settembre 1945, l'interno fu ricostruito e ridecorato nel 1949.
Il Tempio, oggi sproporzionato rispetto alle dimensioni della comunità, viene usato solo in occasione delle festività più importanti.

## Le due piccole sinagoghe nei sotterranei del Tempio
Nei sotterranei del Tempio si trovano due piccole sinagoghe, che sono usate per le funzioni giornaliere. Furono realizzate nel 1972, su progetto degli architetti Giorgio Olivetti e Giuseppe Rosenthal.
Il primo tempietto, di rito italiano, è a forma di anfiteatro. Fu ricavato in locali prima adibiti alla cottura delle azzime. Le pareti furono lasciate grezze, con mattoni a vista. Gli arredi sacri (Aron e Tevàh), in stile barocco, provengono dalla sinagoga di Chieri e sono di notevole fattura.
Il secondo tempietto, più piccolo, è diviso con un muretto di mattoni da una sala di preghiera. In questa sala davanti ad un pregevole aron in legno sono presenti sei file di banchi. L'aron settecentesco proviene da una sinagoga di rito tedesco, che si trovava nell'allora ghetto nuovo. Nel 1849 fu dipinto di nero in segno di lutto in seguito alla morte di Carlo Alberto di Savoia, colui che firmò il decreto in cui si liberalizzava la religione ebraica. Fu successivamente trasferito nella vecchia casa di riposo di piazza Santa Giulia, dove rimase fino al 1963. Sulle piccole due ante sono riprodotte immagini dorate che ricordano Gerusalemme.

## Galleria d'immagini

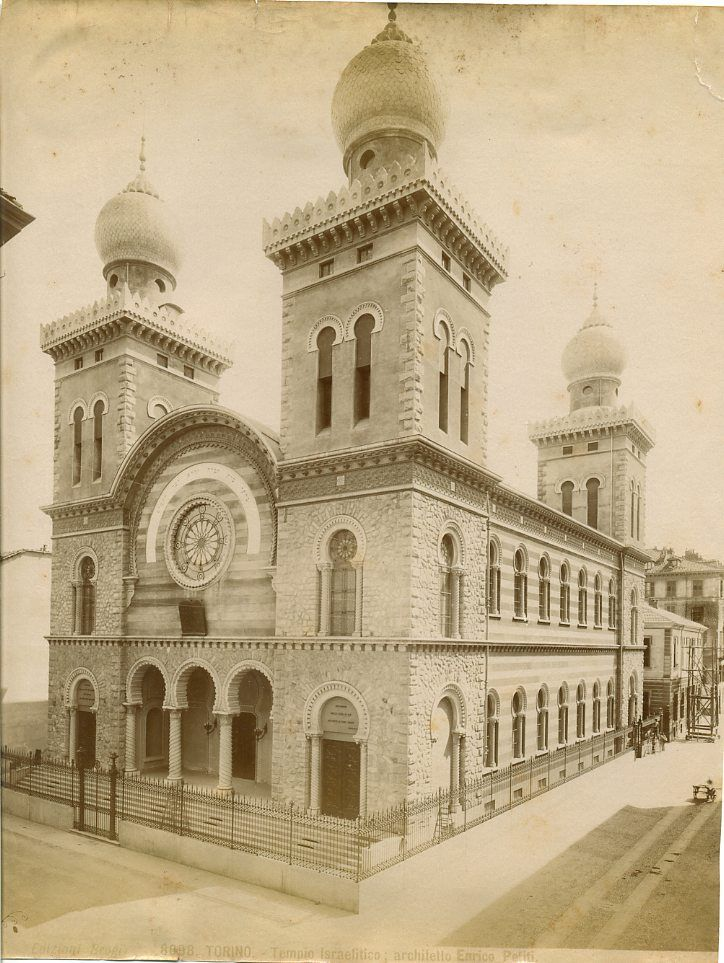
Veduta esterna negli anni 1890
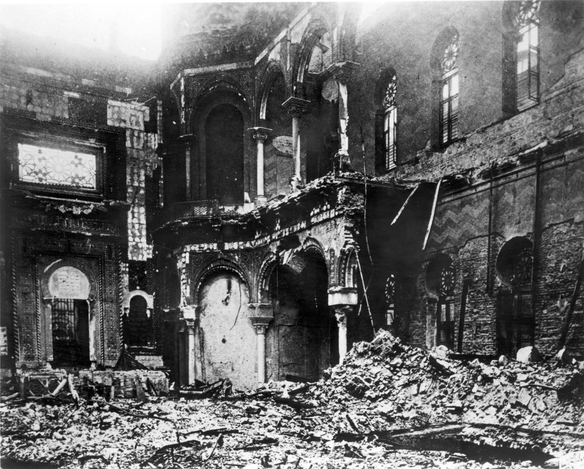
Interno dopo il bombardamento
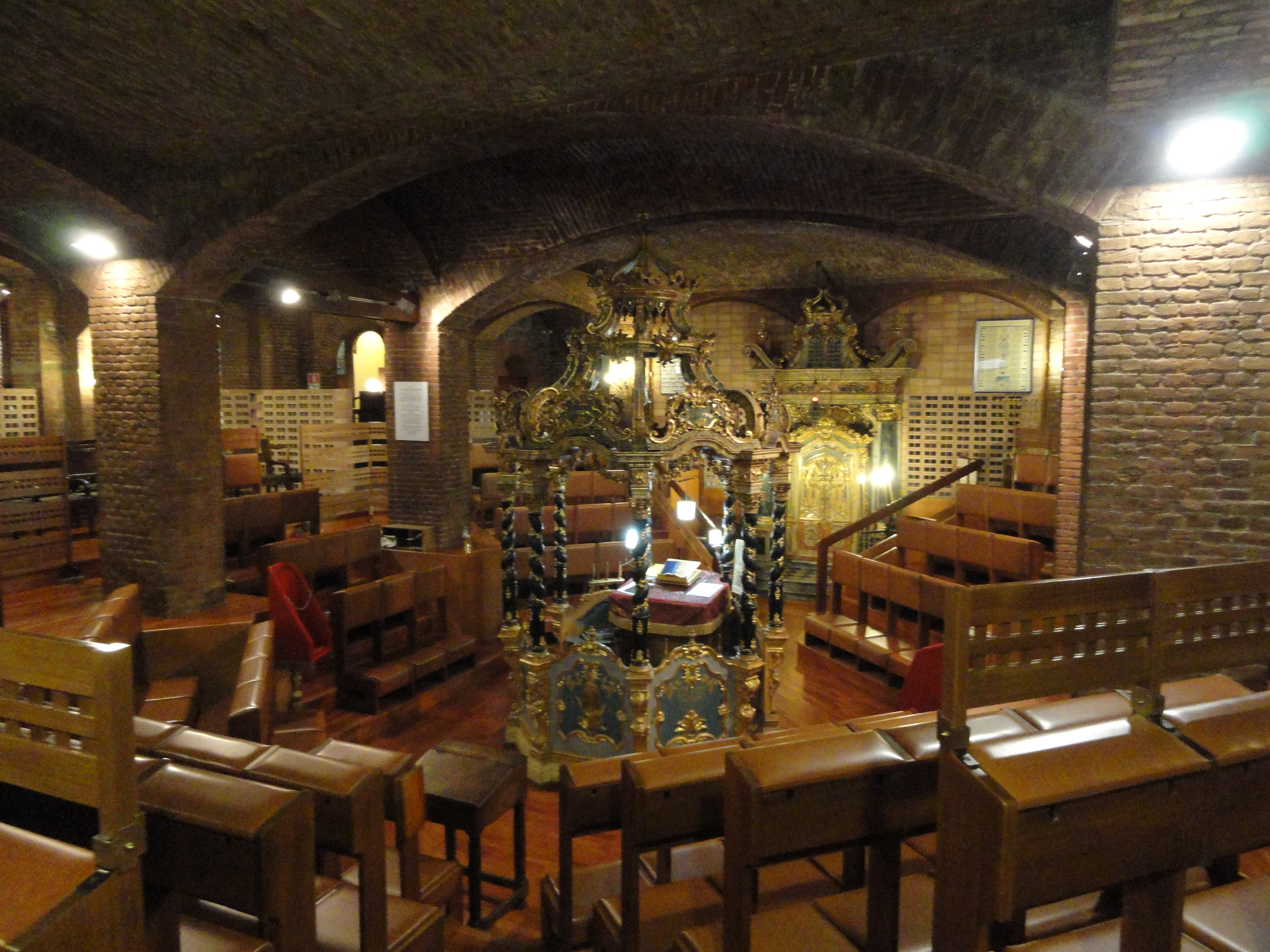
Tempio di rito italiano
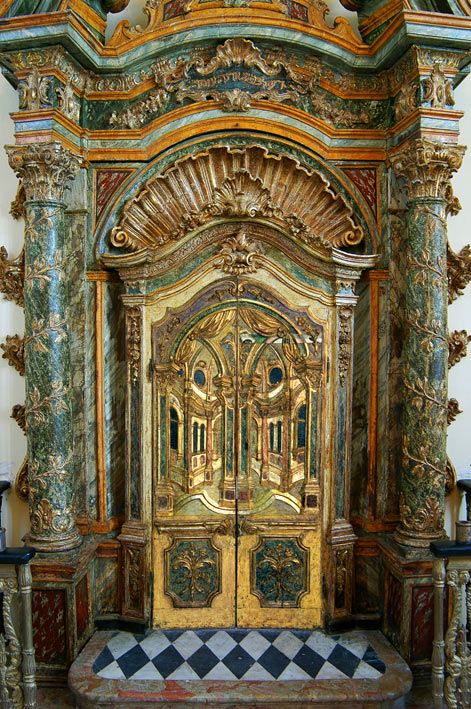
Aron barocco settecentesco
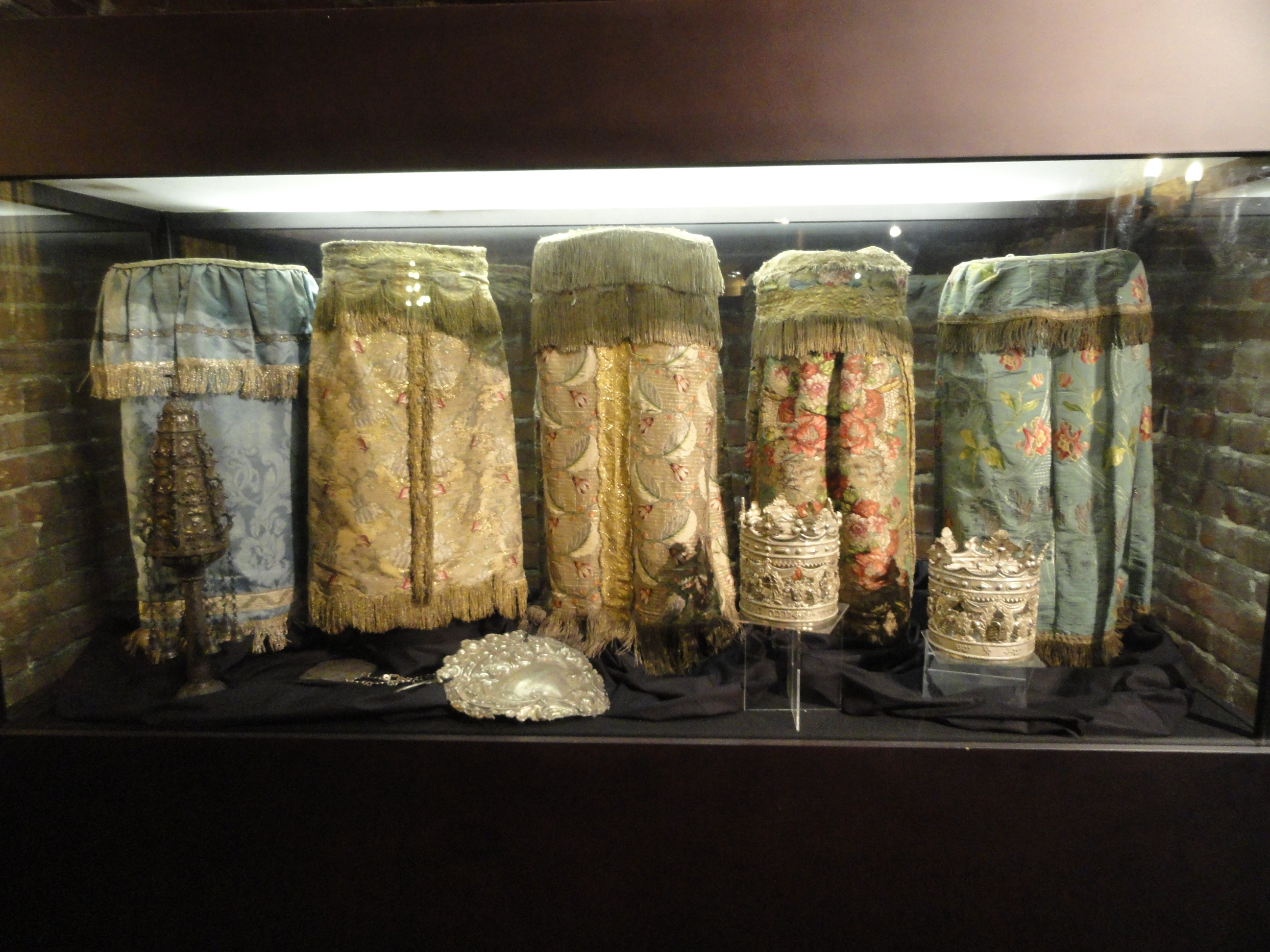
Apparati liturgici